# بخور شالوم شيطريت
بخور شالوم شيطريت ((بالعبرية: בכור-שלום שטרית‏)؛ 1895 – 28 يناير 1967) هو أحد الموقعين على وثيقة إعلان قيام دولة إسرائيل والوحيد من بينهم المولود في فلسطين، وأصبح لاحقا وزيراً وسياسيا فيها. شغل منصب وزير الشرطة من 1948 حتى وفاته في عام 1967.
ولد في طبريا في زمن الإمبراطورية العثمانية. انخرط في الأنشطة الصهيونية في شبابه، وكان أحد مؤسسي جمعية هتحيا الصهيونية في المدينة. التحق أيضاً بهابويل هاتسعير بعد أن تأثر بمستعمرة دغانيا. خلال الحرب العالمية الأولى كان يشغل منصب مختار كينيرت، ونظم الشرطة المحلية حتى دخل الجيش البريطاني في المنطقة.

## روابط خارجية
- ملفه على موقع الكنيست